# 真觉寺金刚宝座
真觉寺金刚宝座，位于中华人民共和国北京市海淀区白石桥五塔寺村的真觉寺内，是中国境内现存时代最早的一座金刚宝座式塔。该塔始建于明代成化年间，曾于清代有过修缮。这座金刚宝座台基高7.7米，中有塔室可登至塔顶，塔顶有5座密檐式小塔。1961年，真觉寺金刚宝座被列为全国重点文物保护单位。

## 历史
真觉寺创建于明永乐年间，寺内的金刚宝座与寺同期开建，建成于成化九年（1473年），是中国现存金刚宝座塔中时代最早的一座。清乾隆二十六年（1761年），真觉寺曾进行过大修，当时因避清世宗胤禛之讳而将寺庙改名为大正觉寺。因寺中的金刚宝座上有5座小塔，该寺也被俗称为五塔寺:115。清末时，该寺庙毁于一场大火，而金刚宝座幸免于难。1927年，真觉寺被管理此处的蒙藏院出售，寺中建筑大多被被拆卖，仅剩这座金刚宝座:137。

## 结构
真觉寺金刚宝座位于北京市海淀区西直门外白石桥五塔寺村，系仿印度佛陀迦耶精舍的形式而建。塔内部用砖砌成，外部全部用青白石包砌。其基座平面近似四方形的石台基，南北长18.6米，东西宽15.7米，高7.7米。座共分六层，由下至上略有收分，每层座顶比座底每面收进0.5米。座最底层为须弥座式，外表周匝刻梵文、佛像、法器等纹饰。其上5层中的每层挑出石刻短檐，檐头雕饰有椽、勾头、滴水等。檐下四周设佛龛，龛内浮雕坐佛一座。佛龛之间以雕花瓶石柱相隔，柱头砖雕斗拱以承托短檐。座南北两面各辟一扇券门通向塔室，拱门券面刻有大鹏金翅鸟、狮、象、飞羊等图案，南面券门上嵌有石匾额，上书“敕建金刚宝座大明成化九年十一月初二造”字样。:115:856
塔室正中心有方形塔柱，柱的东西南北四个方向均有开龛，但其内原有佛像早已遗失，现有佛像均为后补。塔室的东西两侧各有石阶44级，盘旋而上通达宝座顶部罩亭内。罩亭与石阶相对应，在宝座顶部南侧建有一座，为琉璃仿木结构，亭南北侧各开有一扇券门通向台面。台面上有密檐式方锥塔五座，台四周护以高0.66米、厚0.12米的石栏。五塔下部均有须弥座，每层檐下都设有小佛龛及佛像。须弥座及第一层塔身上有雕饰，题材多为狮、象、马、孔雀等，间雕金刚杵、花瓶等图案。五塔之中的中央大塔有13层，高8米左右，塔顶均由仰莲、相轮、华盖、宝珠等组成的铜制塔刹；四周小塔均为11层，高7米左右，塔顶的塔刹形状与中央的塔基本相同，但均为石制。各塔均由上千块预先凿刻好的石块拼装而成。中央大塔的塔座南面正中还刻有佛足一双，佛足旁边衬刻莲花、八宝等佛教花纹。:115:856:252

## 保护与开发
1930年真觉寺被收回，并于1937年被北京市古物保管委员会接收:137，随即金刚宝座得到了修缮:252。中华人民共和国成立后，1961年，真觉寺金刚宝座公布为全国重点文物保护单位。1976年，该金刚宝座在唐山大地震中受到损伤，后修复:115。1982年10月5日，五塔寺文物保管所正式对外开放，真觉寺金刚宝座也同时对外开放。1987年10月6日，以真觉寺寺院为基础、金刚宝座为中心建筑的北京石刻博物馆正式建成并对外开放:137-138。2001年时，文物部门在金刚宝座外涂刷了一层有机硅涂料，以防塔体风化。2009年6月至8月，文物部门对金刚宝座的支撑结构进行了紧急维修。2012年雨季时，维护人员发现金刚宝座北侧的券门上出现一平米左右的渗水，对此北京市文物局于2013年5月组织人力动工修缮，并于当年6月完工。2015年12月31日，真觉寺金刚宝座与其所在的北京石刻博物馆一同重新对外开放。